# Buneakîne, Putîvl
Buneakîne (în ucraineană Бунякине) este localitatea de reședință a comunei Buneakîne din raionul Putîvl, regiunea Sumî, Ucraina.

## Demografie
Componența lingvistică a localității Buneakîne
     Rusă (89,78%)
     Ucraineană (9,88%)
     Alte limbi (0,17%)
Conform recensământului din 2001, majoritatea populației localității Buneakîne era vorbitoare de rusă (89,78%), existând în minoritate și vorbitori de ucraineană (9,88%).